# Hawaiian6
Hawaïan6 est un groupe de punk rock mélodique japonais, formé en 1997. Il est composé de Yuta (chant, guitare), de Toru (basse, chœurs) et de Hatano (batterie). La plupart des disques de Hawaïan6 sont sortis sur le label japonais Pizza of Death. En janvier 2007, ils fondent leur propre label Ikki Not Dead.

## Biographie
Hawaiian6 est à l'origine formé en 1997 comme cover band du groupe Hi-standard. Il devient par la suite un groupe original, écrivant et enregistrant ses propres chansons. Le groupe signe son premier EP (mini-album), intitulé Fantasy au label Step Up Records, en 2000. En 2002, ils signent chez Pizza of Death Records, qui publie une réédition de leur premier album studio, intitulé Souls en 2002 (à l'origine sorti en 2000). 
Six chansons du groupe sont utilisées dans la série drama Gachi Baka!, diffusée sur la chaine TBS, le 19 janvier 2006, sans leur permission. 
En 2006 toujours, ils jouent un concert appelé Hawaiian6 and Fuck You Heroes Presents 1997 avec le groupe Fuck You Heroes. Le 24 janvier 2007, ils fondent leur propre label, Ikki Not Dead.
En janvier 2011, ils jouent quelques concerts au Club Quattro de Shinsaïbashi, au Diamond Hall de Nagoya, et au Studio Coast de Shinkiba. En juin 2011, Ryosuke est annoncé comme leur nouveau bassiste. Le 4 juillet 2013, Ryosuke quitte soudainement le Zepp Tokyo, pour d'autres priorités. Il reviendra cependant jouer avec le groupe en juillet la même année, mais quittera le groupe par la suite. Le 6 avril 2014, Hawaiian6 annonce l'arrivée de Gure comme membre officiel, avec qui ils jouent en concert depuis juillet 2013. 
Le 25 juin 2017, ils sont prévus au Satanic Carnival, organisé par Pizza of Death Records. Le groupe organisera aussi la même année, son propre événement appelé Echoes 2017 au Studio Coast.

## Discographie

### Albums studio
- 2000 : Souls
- 2005 : Beginnings
- 2007 : Rings
- 2009 : Bonds
- 2014 : Where the Light Remains
- 2017 : Beyond The Reach

### EP
- 2000 : Fantasy
- 2003 : Across the Ending
- 2007 : Days
- 2012 : The Grails
- 2016 : Dancers In the Dark

### Compilations
- 1999 : Shibu-Core avec Branch (un titre)
- 1999 : ...Out of this World (2 titres)
- 2000 : Split avec Word (3 titres)
- 2006 : V.A / Tribute to Garlicboys (un titre)
- 2006 : V.A / The Very Best of Pizza of Death (un titre)
- 2006 : V.A / Have a Slice of Death (un titre)

## DVD
- 2007 : 10 Years
- 2010 : Bonds Final
- 2017 : 20 Years